# سرد زمني

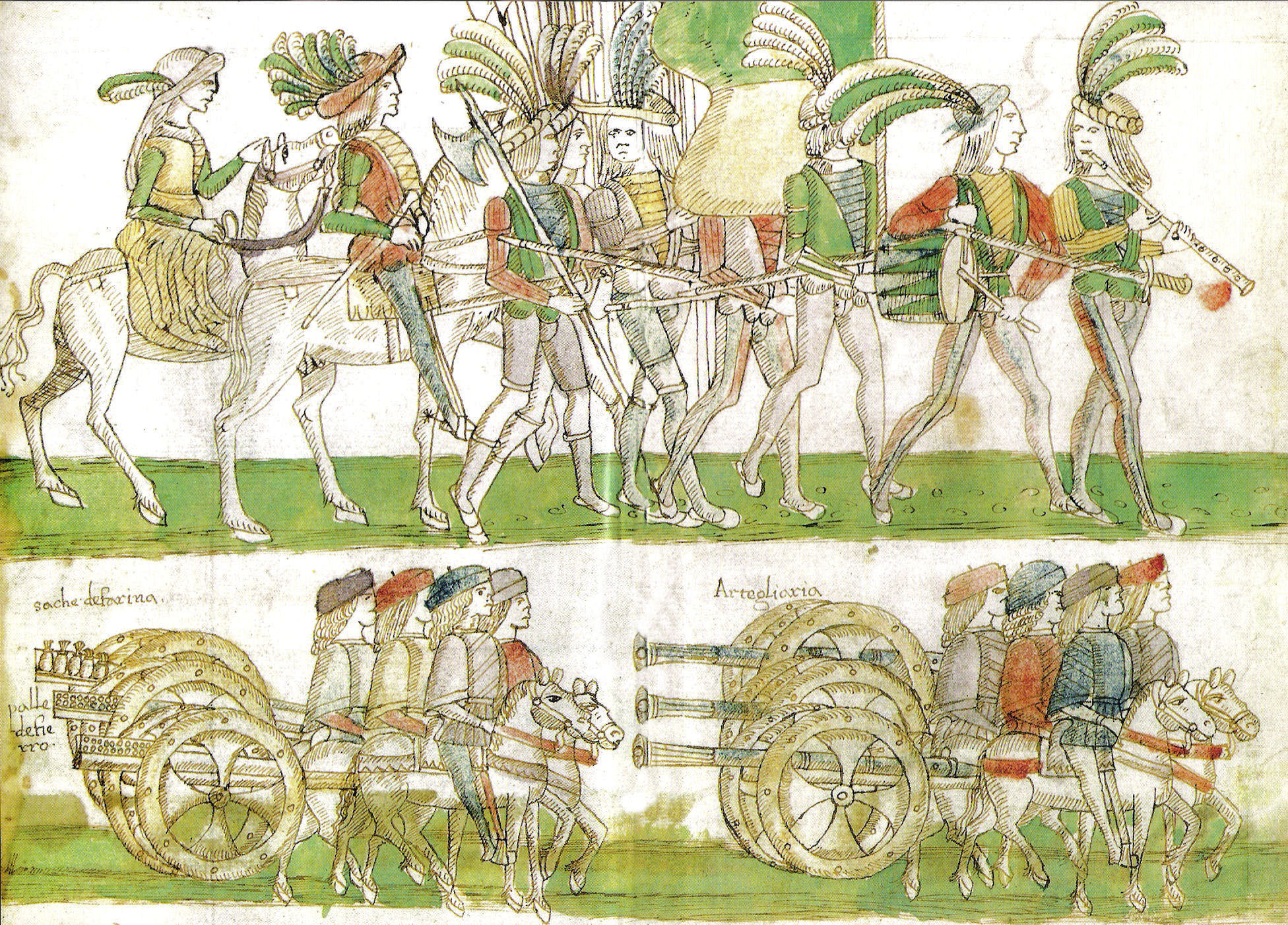

السجل الزمني للأحداث (باللاتينية: chronica، من اليونانية: χρονικά، من χρόνος، chronos، زمن) بشكل عام هو سرد تاريخي للوقائع والأحداث التي حدثت في نظام متسلسل زمنياً، كما هو الحال في الخط الزمني. تعطى الأحداث الهامة تاريخيًا  والأحداث المحلية وزنًا متساويًا، والغرض من ذلك تسجيل الأحداث التي وقعت، من وجهة نظر مؤرخ السجل الزمني (أو المؤرخ الأخباري). هذا هو على النقيض من الراوي أو التاريخ الذي يحدد أحداثاً مختارة في سياق تفسيري هادف ويستثني تلك التي لا يرى لها المؤلف أهمية.